# Де Тир, Флорис
Флорис Де Тир   (нидерл. Floris De Tier; род. 20 января 1992, Гавере,  провинция Восточная Фландрия,  Бельгия) — бельгийский профессиональный  шоссейный велогонщик, выступающий за команду мирового тура «Jumbo-Visma».

## Достижения
2013
5-й - Paris–Tours Espoirs (U-23)
9-й - Grand Prix des Marbriers
2014
3-й - Тур Валлонии
7-й - Крейз Брейз Элит
8-й - Liège–Bastogne–Liège Espoirs (U-23)
8-й - Grand Prix de la Ville de Lillers
9-й - Ronde Van Vlaanderen Beloften (U-23)
10-й - Джиро-делла-Валле-д'Аоста
2015
9-й - Вуэльта Мурсии
2016
6-й - Тур Валлонии - ГК
| ГК | Генеральная классификация |

### Гранд-туры
| Гонка           | 2017 |
| --------------- | ---- |
| Джиро д'Италия  | —    |
| Тур де Франс    | —    |
| Вуэльта Испании | 62   |

| — | Не участвовал |